# Moulin Saint-Pierre
Ne doit pas être confondu avec Moulin Saint-Pierre (Lille).
Pour les articles homonymes, voir Saint-Pierre.
Le moulin Saint Pierre (ou moulin Ribet), aussi connu sous le vocable moulin d'Alphonse Daudet, est un moulin à vent situé en France à Fontvieille, dans les Bouches-du-Rhône.

## Historique
Le moulin est classé au titre des monuments historiques depuis le 6 mars 1931. Il est attribué à Alphonse Daudet, romancier provençal, bien qu'il ne l'ait jamais habité, ni n'en ait été le propriétaire. Ses villégiatures à Fontvieille se passaient au Château de Montauban tout proche, mais il s'y rendait de temps à autre pour y trouver l'inspiration et y rédiger les fameuses Lettres de mon moulin,. 
Le bâtiment qui date de 1814 a eu une activité de minoterie durant plus d'un siècle, y compris durant la Première Guerre mondiale, pour le service des armées. En 1935, une association, les Amis d'Alphonse Daudet, décide de le restaurer afin d'en faire le musée consacré à l'écrivain. 
C'est une propriété privée, louée autrefois par la mairie 400 € par mois, et qui fut longtemps laissée à l'abandon par cette dernière. Après expiration du bail, le propriétaire a fermé le moulin pour le remettre en état et l'a rouvert aux visiteurs au cours de l'année 2016.

## Bâtiment
Le moulin comprend une base cylindrique de 5,40 mètres de diamètre, et d'une hauteur de 5,78 mètres. Son mur a une épaisseur de 1,20 mètre. Ce corps de bâtiment dispose d'un étage, accessible par un escalier intérieur, en colimaçon, longeant le mur. Le dessous de celui-ci était aménagé pour les nuits du meunier.
Le toit, en cône, mesure 4 mètres. La charpente, intégralement en bois, abrite le mécanisme de même matière. C'est l'ensemble de la toiture, supportant également les ailes, d'une envergure de six mètres, qui est orientable, en fonction des vents dominants, à l'aide du « Tourne-au-Vent » présent au premier étage. Les quatre ailes, chacune d'une armature en bois, permettent l'installation de quatre toiles en lin, originaire d'Arles. La réfection de la toiture était prévue en 2009, avec un budget voté par le conseil général des Bouches-du-Rhône. Le propriétaire n'ayant pas renouvelé le bail, les travaux n'ont pas été entrepris par la municipalité de Fontvieille. Les fonds réservés n'ont donc jamais été versés à la mairie. Après une fermeture momentanée, le site est aujourd'hui ouvert au public.
Construit sur un terrain en pente, cela a permis d'installer le moulin sur un sous-sol. La salle qu'il contient est le lieu d'une exposition permanente sur Alphonse Daudet. 

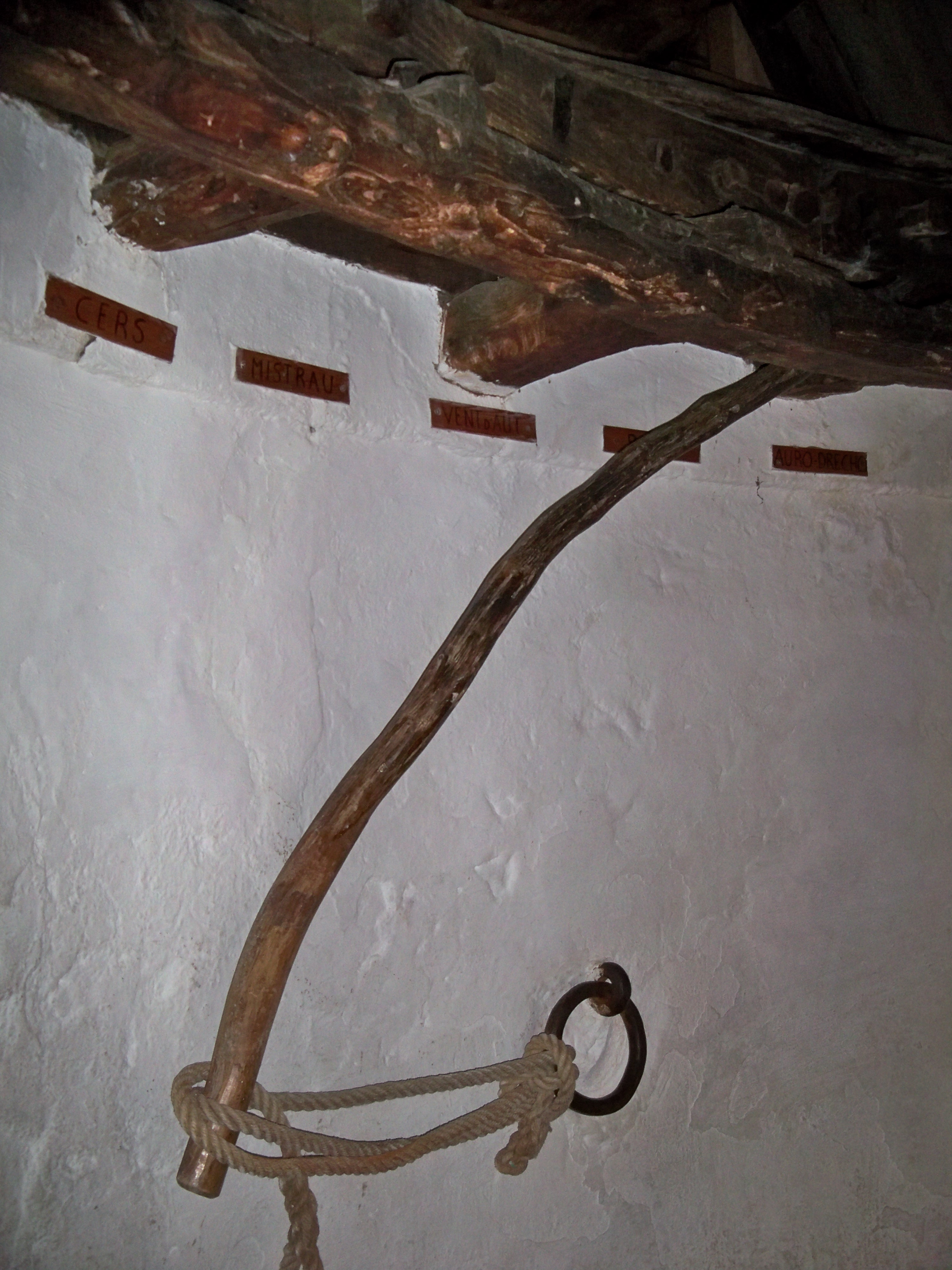
Système du Tourne au vent du moulin Saint-Pierre
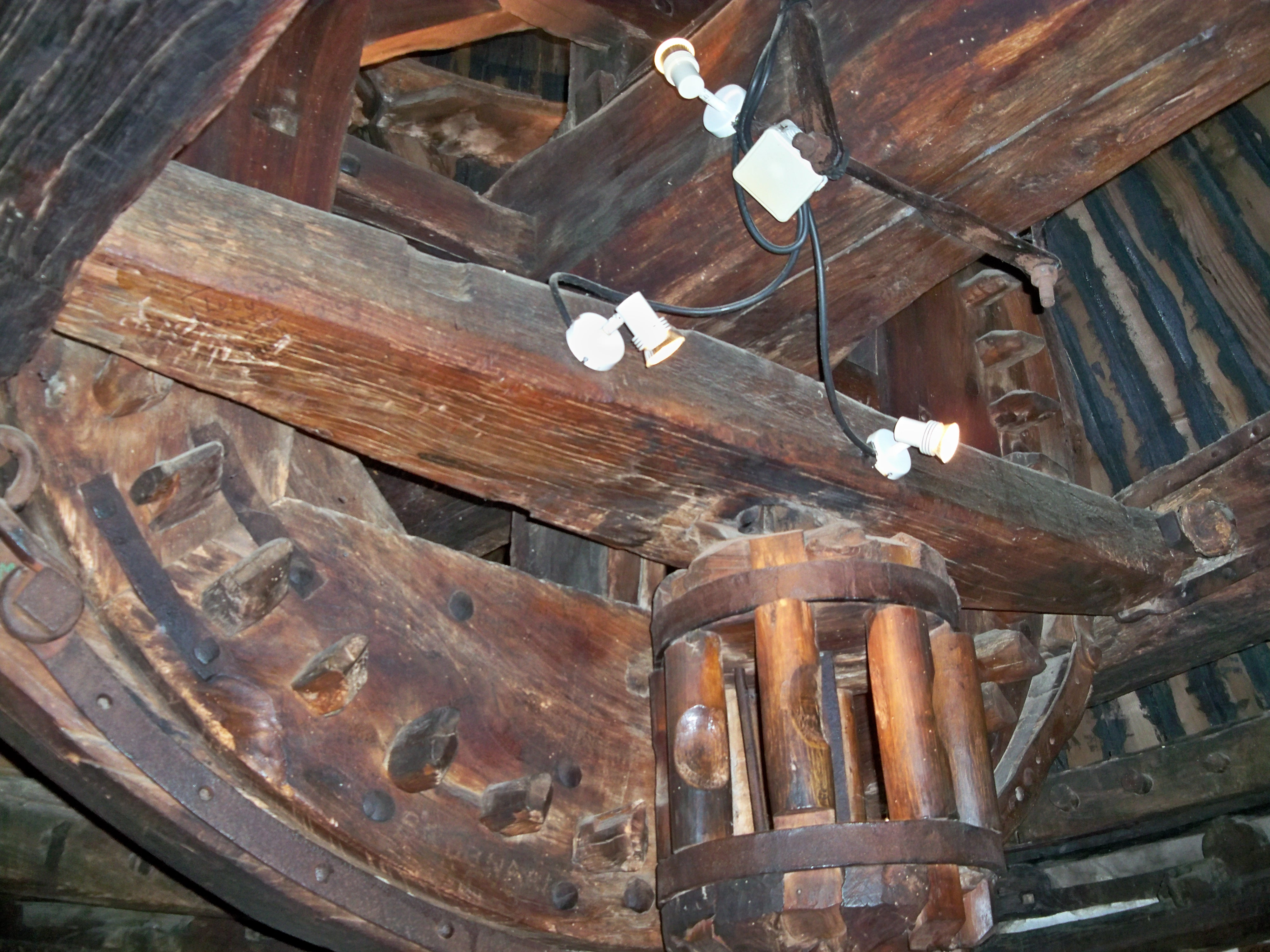
mécanisme de toiture

## Le mécanisme deminoterie
Les ailes entrainent un arbre, traversant la toiture, vers le mécanisme interne. L'autre extrémité de cet arbre est fixée à un rouet, grand cercle de bois comportant des taquets en bois sur tout son pourtour. Il entraine la lanterne, pièce cylindrique, formée de deux cercles de bois, reliés entre eux par plusieurs traverses du même matériau. Les taquets du rouet s'insèrent entre dans les espaces laissés libres entre les montants de bois de la lanterne. Elle est fixée à un axe vertical, traversant l'étage, jusqu'au rez-de-chaussée, pour atteindre le système de meule. Le mécanisme est composé de deux meules, en pierre : une meule « gisante », fixe, posée sur le sol du moulin ; une meule « courante », fixée à l'axe vertical. Elles sont striées afin de permettre l'évacuation de la farine obtenue. Le meunier se devait une vigilance accrue, afin que les meules ne tournent jamais « à vide ». Le frottement des deux pierres aurait risqué l'échauffement, pouvant créer un incendie du moulin. 
Dans son récit des Lettres de mon moulin, le « locataire de plus de vingt ans », un hibou, était installé près de ce mécanisme, sur la charpente, à côté de la lanterne.

## Œuvres artistiques et événements
- Le moulin Saint Pierre est utilisé comme décor de tournage pour la série Draculi & Gandolfi de Guillaume Sanjorge[7].
- Le peintre Henri Louis FOREAU (1866-1938) a réalisé une peinture intitulée "Le moulin d'Alphonse Daudet"[8] et représentant le moulin Saint Pierre (collection privée).